# Lisa Klein (Radsportlerin)
Lisa Klein (* 15. Juli 1996 in Saarbrücken) ist eine deutsche Radrennfahrerin, die auf Bahn und Straße aktiv ist.

## Sportliche Laufbahn
Lisa Klein ist seit 2006 im Radsport aktiv. 2011 belegte sie bei deutschen Bahnmeisterschaften drei Podiumsplätze in der Jugendklasse: Sie wurde Zweite in Punktefahren sowie jeweils Dritte im Sprint und der Einerverfolgung. Auch bei den deutschen Meisterschaften der Jugend auf der Straße wurde sie Dritte. 2012 wurde sie zweifache deutsche Jugendmeisterin, in Punktefahren und Verfolgung.
Bei den Bahn-Europameisterschaften der Junioren 2013 belegte Klein gemeinsam mit Doreen Heinze den zweiten Platz im Teamsprint. Im Dezember desselben Jahres wurde sie deutsche Meisterin der Elite im Scratch sowie Dritte im Omnium. Im Juli 2014 errang sie den Juniorinnen-Titel im Einzelzeitfahren. Im selben Jahr errang sie bei den Bahn-Europameisterschaften der Junioren im Velódromo Nacional im portugiesischen Sangalhos die Silbermedaille im Punktefahren. Zwei Wochen später wurde sie im südkoreanischen Gwangmyeong Junioren-Vizeweltmeisterin in der Einerverfolgung. Im Omnium lag sie vor dem abschließenden Punktefahren auf dem aussichtsreichen vierten Rang, als sie in einen Sturz verwickelt wurde und das Rennen wegen eines Schlüsselbeinbruchs aufgeben musste.
Bei den Straßenradsport-Weltmeisterschaften 2014 im spanischen Ponferrada belegte Lisa Klein im Straßenrennen der Juniorinnen Platz fünf. Bei den Bahnradsport-Europameisterschaften der Junioren/U23 2015 in Athen holte sie mit Mieke Kröger, Gudrun Stock und Anna Knauer die Silbermedaille in der Mannschaftsverfolgung.
2016 errang Lisa Klein bei den Straßen-Europameisterschaften im Einzelzeitfahren der Kategorie U23 die Bronzemedaille. Im Jahr darauf wurde sie deutsche Meisterin im Straßenrennen. Der Sieg gelang ihr vor Favoritin Lisa Brennauer im Zielsprint mit einem Tigersprung und konnte erst nach Foto-Finish bestätigt werden. 2018 belegte sie bei den Straßeneuropameisterschaften im U23-Zeitfahren Rang zwei. Zum Abschluss der Saison wurde sie mit ihrer Mannschaft Canyon SRAM Racing Weltmeisterin im Mannschaftszeitfahren.
2019 konnte Klein eine Reihe von Erfolgen einheimsen: Unter anderem gewann sie die Healthy Ageing Tour sowie die BeNe Ladies Tour und errang bei den Straßeneuropameisterschaften jeweils Silber im Einzelzeitfahren und in der Mixed-Staffel sowie Bronze im Straßenrennen. Auf der Bahn wurde sie Dritte der Weltmeisterschaft in der Einerverfolgung. Bei den Straßenweltmeisterschaften in Yorkshire belegte sie mit dem deutschen Team in der Mixed-Staffel Rang zwei, im Einzelzeitfahren Rang fünf.
Bei der Bahnrad-WM 2020 in Berlin gewann die 23-Jährige im deutschen Frauen-Vierer mit Franziska Brauße, Lisa Brennauer und Gudrun Stock in der Mannschaftsverfolgung im Februar mit der neuen deutschen Rekordzeit von 4:11,039 Minuten die Bronzemedaille. Bei den Straßeneuropameisterschaften errang sie gemeinsam mit der deutschen Mannschaft den Titel in der Mixed-Staffel, und im Einzelzeitfahren belegte sie Platz neun.
Im Juli 2021 gewann Lisa Klein die Baloise Ladies Tour. Bei den Olympischen Spielen in Tokio startete sie in der Mannschaftsverfolgung und gewann mit Franziska Brauße, Lisa Brennauer und Mieke Kröger die Goldmedaille. Während des olympischen Wettbewerbs stellte der deutsche Frauen-Vierer drei Mal hintereinander einen neuen Weltrekord auf und konnte letztlich den bestehenden Rekord des britischen Vierers von den Olympischen Spielen 2016 in Rio de Janeiro um rund sechs Sekunden auf 4:04,242 Minuten verbessern. Im Herbst des Jahres wurde Klein mit der deutschen Mannschaft Weltmeisterin in der Mixed-Staffel. Beim Lauf des UCI Track Cycling Nations’ Cup 2022 in Glasgow gewann sie gemeinsam mit Mieke Kröger, Franziska Brauße und Laura Süßemilch den Wettbewerb in der Mannschaftsverfolgung, ebenfalls bei den Bahn-Europameisterschaften (mit Brauße, Brennauer und Kröger). 2023 und 2024 errang sie gemeinsam mit der deutschen  Mixed-Staffel die Bronze- bzw. Silbermedaille bei den Straßenweltmeisterschaften. Ihre zweiten Olympischen Spiele bestritt sie 2024 und wurde mit dem deutschen Team in der Mannschaftsverfolgung Sechste.
Im September 2024 gab Klein bekannt, dass sie ihren Vertrag beim UCI Women’s WorldTeam Lidl-Trek zum Ende der Saison auflösen werde. Sie habe im laufenden Jahr mit Krankheit zu kämpfen gehabt, und auch die häufigen Abwesenheiten von zuhause machten ihr zu schaffen. Sie wolle mit dem Radsport nicht aufhören, aber sich in Zukunft auf den Bahnradsport konzentrieren.

## Privates und Berufliches
Lisa Klein ist Sportsoldatin (Stabsunteroffizier) und gehört der Sportfördergruppe der Bundeswehr in Frankfurt/Oder an. Sie ist mit dem Nordischen Kombinierer Manuel Faißt liiert und lebt in Oberried bei Freiburg.

## Auszeichnungen
- Saarsportlerin des Jahres 2018[9], 2019[10], 2021[11], 2022, 2024
- Thüringens Sportlerin des Jahres 2021
- Erfurts Sportlerin des Jahres 2019[12]
- 2021 wurde Lisa Klein als Mitglied des Bahn-Vierers gemeinsam mit Franziska Brauße, Lisa Brennauer, Mieke Kröger und Laura Süßemilch zur Mannschaft des Jahres gekürt.[13]
- Am 7. Oktober 2022 gewann sie mit dem Bahnrad-Team (Lisa Brennauer, Franziska Brauße und Mieke Kröger) die Goldene Henne in der Kategorie Sport.[14]

## Diverses
Zur Premiere der Tour de France Femmes im Juli 2022 war Lisa Klein als Co-Kommentatorin und Expertin an der Seite von Florian Naß sowie Florian Kurz bei der Live-Übertragung der Sportschau auf One tätig.

## Erfolge

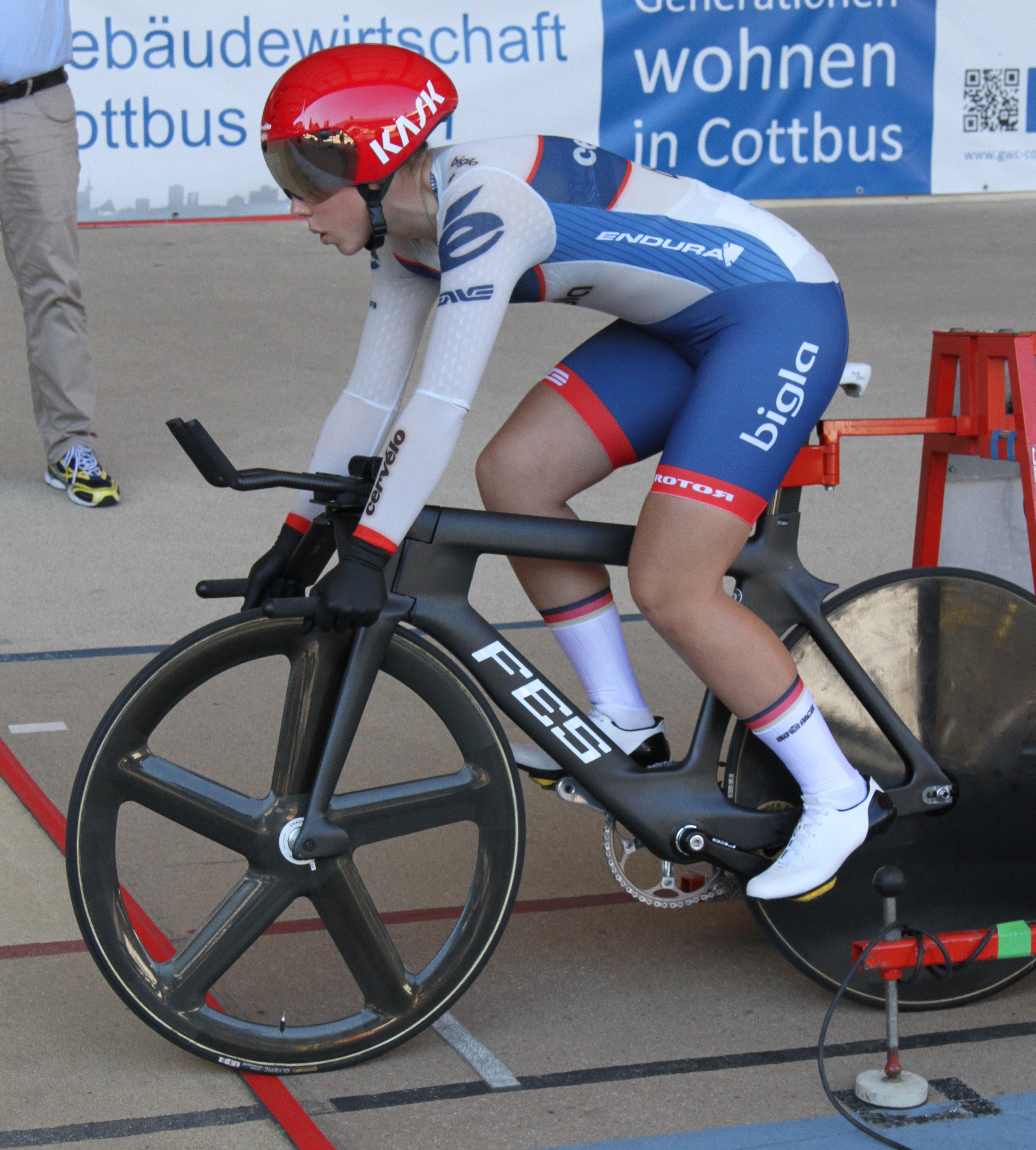
Klein bei den deutschen Bahnradmeisterschaften 2016

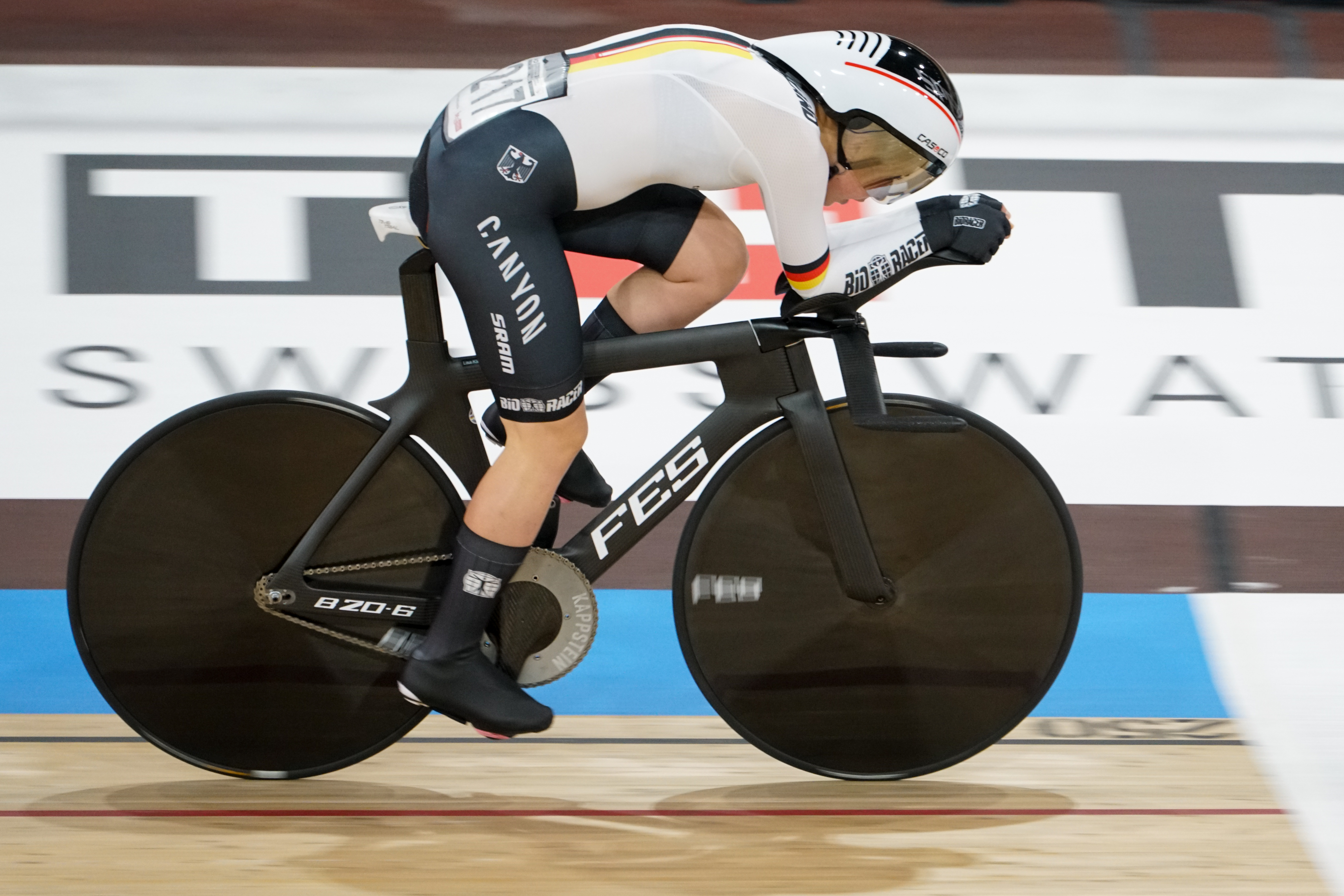
In der Qualifikation der Einerverfolgung bei der Bahn-WM 2020 in Berlin

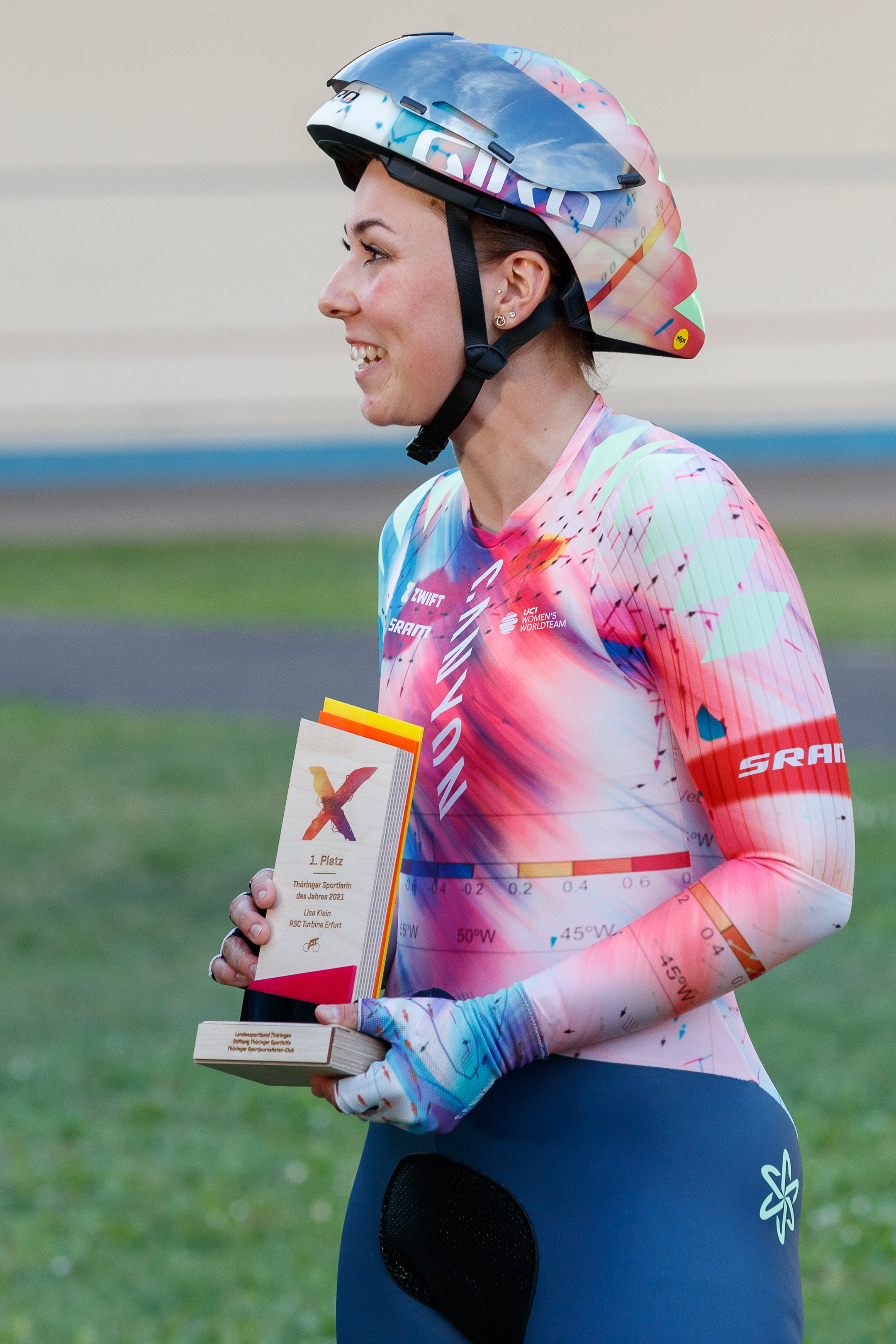
Lisa Klein wurde 2021 Thüringer „Sportlerin des Jahres“

### Bahn
2013
- Junioren-Europameisterschaft – Teamsprint (mit Doreen Heinze)
- Deutsche Meisterin – Scratch

2014
- Junioren-Bahn-Weltmeisterschaft – Einerverfolgung
- Junioren-Europameisterschaft – Punktefahren
- Deutsche Junioren-Meisterin – Straßenrennen, Einzelzeitfahren

2015
- Bahn-Europameisterschaften (U23) – Mannschaftsverfolgung (mit Anna Knauer, Gudrun Stock und Mieke Kröger)

2016
- Deutsche Meisterin – Einerverfolgung

2018
- Deutsche Meisterin – Omnium

2019
- Weltmeisterschaft – Einerverfolgung
- Europameisterschaft – Mannschaftsverfolgung (mit Lisa Brennauer, Gudrun Stock, Mieke Kröger und Franziska Brauße)

2020
- Weltmeisterschaft – Mannschaftsverfolgung (mit Lisa Brennauer, Gudrun Stock und Franziska Brauße)

2021
- Olympiasiegerin – Olympiasiegerin (mit Franziska Brauße, Lisa Brennauer und Mieke Kröger)

2022
- Nations’ Cup in Glasgow – Mannschaftsverfolgung (mit Franziska Brauße, Mieke Kröger und Laura Süßemilch)
- Europameisterin – Mannschaftsverfolgung (mit Franziska Brauße, Lisa Brennauer und Mieke Kröger)

2023
- Europameisterschaft – Mannschaftsverfolgung (mit Franziska Brauße, Mieke Kröger,  und Laura Süßemilch)

2024
- Europameisterschaft – Mannschaftsverfolgung (mit Franziska Brauße, Mieke Kröger, Lena Charlotte Reißner und Laura Süßemilch)
- Weltmeisterschaft – Mannschaftsverfolgung (mit Franziska Brauße, Mieke Kröger, Lena Charlotte Reißner und Laura Süßemilch)

2025
- Europameisterschaft – Mannschaftsverfolgung (mit Franziska Brauße, Mieke Kröger und Laura Süßemilch)
- Nations Cup in Konya – Mannschaftsverfolgung (mit Laura Süßemilch, Franziska Brauße und Messane Bräutigam)
- Deutsche Meisterin – Einerverfolgung, Mannschaftsverfolgung (mit Laura Süßemilch, Lana Eberle und Franziska Brauße)

### Straße
2016
- Europameisterschaft (U23) – Einzelzeitfahren
- Weltmeisterschaft – Mannschaftszeitfahren

2017
- Nachwuchswertung Healthy Ageing Tour
- Nachwuchswertung Festival Elsy Jacobs
- Deutsche Meisterin – Straßenrennen
- Europameisterschaft (U23) – Einzelzeitfahren
- Nachwuchswertung Ladies Tour of Norway
- Weltmeisterschaft – Mannschaftszeitfahren

2018
- Nachwuchswertung Healthy Ageing Tour
- Prolog Festival Elsy Jacobs
- Europameisterschaft (U23) – Einzelzeitfahren
- Nachwuchswertung BeNe Ladies Tour
- Weltmeisterin – Mannschaftszeitfahren

2019
- Nachwuchswertung Healthy Ageing Tour
- eine Etappe Internationale Thüringen-Rundfahrt der Frauen
- Deutsche Meisterin – Einzelzeitfahren
- Gesamtwertung, Prolog und eine Etappe BeNe Ladies Tour
- Europameisterschaft – Einzelzeitfahren, Mixed-Staffel
- Europameisterschaft – Straßenrennen
- eine Etappe Boels Ladies Tour
- Weltmeisterschaft – Mixed-Staffel

2020
- Europameisterin – Mixed-Staffel

2021
- Gesamtwertung, Prolog und eine Etappe Baloise Ladies Tour
- Weltmeisterin – Mixed-Staffel

2023
- Weltmeisterschaft – Mixed-Staffel
- Europameisterschaft – Mixed-Staffel

2024
- Weltmeisterschaft – Mixed-Staffel

## Straßen-Weltmeisterschafts-Platzierungen
| Weltmeisterschaft        | 2016 | 2017 | 2018 | 2019 | 2020 | 2021 | 2022 | 2023 | 2024 |
| ------------------------ | ---- | ---- | ---- | ---- | ---- | ---- | ---- | ---- | ---- |
| StraßenrennenStraße      | 79   | 50   | –    | 49   | –    | 66   | –    | –    | –    |
| EinzelzeitfahrenEZF      | –    | –    | –    | 5    | –    | 7    | –    | –    | –    |
| MannschaftszeitfahrenMZF | 3    | 3    | 1    | 2    | –    | 1    | –    | 3    | –    |